# 八月の出来事
八月の出来事（はちがつのできごと）は、ガガガSPの15thシングル。2008年8月5日発売。発売元はLD&K Records 俺様レコード。

## 概要
このシングルは、関西限定リリースである。

## 収録曲・解説
1. 八月の出来事
  - 作詞・作曲：前田泰伸
  - 関西テレビ『こどものうた』8月度マンスリーソングに使われた。
  - 以後、アルバム「金くれ!!愛くれ!!自由くれ!!」にも収録された。
2. 夏のマボロシ
  - 作詞・作曲：山本聡
3. アイラブフォークソング
  - 作詞・作曲：コザック前田
4. 一瞬で
  - 作詞・作曲：メガマサヒデ
  - メガマサヒデ・セックスマシーン森田剛史を加えたユニット「ガガガDX」が歌っている。